# Крайні точки Швейцарії
Це список крайніх географічних точок Швейцарії

## Координати
- Північ: 47°48′29.75″ пн. ш. 8°34′4.43″ сх. д. / 47.8082639° пн. ш. 8.5678972° сх. д.
Обербарген, кантон Шаффгаузен, на кордоні з Німеччиною,
- Південь: 45°49′4.91″ пн. ш. 9°0′59.34″ сх. д. / 45.8180306° пн. ш. 9.0164833° сх. д.
поблизу Педринато, кантон Тічино, на кордоні з Італією,
- Захід: 46°7′56.07″ пн. ш. 5°57′22.69″ сх. д. / 46.1322417° пн. ш. 5.9563028° сх. д.
берег Рони, кантон Женева, на кордоні з Францією,
- Схід: 46°36′46″ пн. ш. 10°29′31″ сх. д. / 46.61278° пн. ш. 10.49194° сх. д.
поблизу Piz Chavalatsch[en], кантон Граубюнден, на кордоні з Італією,

## Відносно рівня моря
- Найвища: гора Дюфур (нім. Dufourspitze, фр. Pointe Dufour), (4634 м), 45°56′12″ пн. ш. 7°52′0″ сх. д. / 45.93667° пн. ш. 7.86667° сх. д.
- Найнижча: озеро Маджоре, (195 м), 46°8′24″ пн. ш. 8°48′0″ сх. д. / 46.14000° пн. ш. 8.80000° сх. д.